# Liste des joueurs du Sint-Niklaasse SK
Cette liste reprend les 389 joueurs de football qui ont évolué au Sint-Niklaasse SK (matricule 221) depuis la fondation du club, sous toutes ses appellations :
- Football Club Beerschot : 1920 à 1921
- Voetbalvereniging Club Beerschot Sint-Niklaas : 1921 à 1922
- (Koninklijke) Sint-Niklaassche Sportkring : 1922 à 1989 (avec modernisation du nom en Sint-Niklaasse puis Sint-Niklaase)
- Koninklijke Sint-Niklaase Sportkring Excelsior : de 1989 à 2000 (disparition)

ATTENTION : les joueurs de l'ancien Royal Excelsior Athletic Club Sint-Niklaas (matricule 239), absorbé par le « Sportkring » en 1989 ou ceux de l'actuel SK Sint-Niklaas (anciennement FC Nieuwkerken Sint-Niklaas, matricule 9264) ne peuvent PAS être ajoutés à cette liste.
- Haut – A
- B
- C
- D
- E
- F
- G
- H
- I
- J
- K
- L
- M
- N
- O
- P
- Q
- R
- S
- T
- U
- V
- W
- X
- Y
- Z

## A
| Joueur               | Nationalité | Position  | Date de naissance | Période(s) | Matches (dont D1) | Buts | Jaunes | Rouges |
| -------------------- | ----------- | --------- | ----------------- | ---------- | ----------------- | ---- | ------ | ------ |
| Gunter Abeel         | Belgique    | ?         | 1/06/1972         | 1989-1990  | 1 (0)             | 0    | 0      | 0      |
| Timmy Adewusi        | Nigeria     | ?         | 29/06/1977        | 1998-1999  | 4 (0)             | 0    | 0      | 0      |
| Monir Ammar          | Belgique    | ?         | 5/10/1976         | 1994-1997  | 10 (0)            | 1    | 0      | 0      |
| Albert Antjon        | Belgique    | ?         | 26/01/1941        | 1972-1974  | 0 (0)             | 0    | 0      | 0      |
| Sergio Ariano        | Belgique    | ?         | 27/10/1964        | 1993-1998  | 36 (0)            | 1    | 6      | 2      |
| François Augustus    | Belgique    | Défenseur | 1/03/1891         | 1926-1928  | 0 (0)             | 0    | 0      | 0      |
| Sam Emmanuel Awaitam | Nigeria     | ?         | 24/12/1963        | 1990-1991  | 0 (0)             | 0    | 0      | 0      |

## B
| Joueur             | Nationalité | Position  | Date de naissance | Période(s) | Matches (dont D1) | Buts | Jaunes | Rouges |
| ------------------ | ----------- | --------- | ----------------- | ---------- | ----------------- | ---- | ------ | ------ |
| André Baecke       | Belgique    | ?         | 21/06/1913        | 1936-1944  | 0 (0)             | 0    | 0      | 0      |
| Jozef Baetens      | Belgique    | ?         | ?                 | 1945-1947  | 0 (0)             | 0    | 0      | 0      |
| Benoît Bait        | Belgique    | ?         | 8/04/1971         | 1997-1998  | 8 (0)             | 1    | 0      | 0      |
| Alain Balis        | Belgique    | ?         | 16/12/1966        | 1990-1992  | 46 (0)            | 5    | 6      | 1      |
| Ousmane Bamba      | Guinée      | ?         | 14/11/1978        | 1999-2000  | 24 (0)            | 1    | 5      | 0      |
| Eduard Beernaert   | Belgique    | ?         | ?                 | 1967-1970  | 0 (0)             | 0    | 0      | 0      |
| Marc Behiels       | Belgique    | ?         | 6/07/1957         | 1974-1975  | 0 (0)             | 0    | 0      | 0      |
| Jozef Beirinckx    | Belgique    | ?         | 14/10/1951        | 1972-1984  | 0 (0)             | 0    | 0      | 0      |
| Frank Belmans      | Belgique    | ?         | 6/08/1968         | 1992-1994  | 56 (0)            | 15   | 9      | 0      |
| Xavier Bertein     | Belgique    | ?         | 11/03/1970        | 1995-1996  | 30 (0)            | 3    | 3      | 0      |
| Luc Bevers         | Belgique    | ?         | 18/11/1961        | 1979-1985  | 34 (34)           | 0    | 0      | 0      |
| Edward Beyers      | Belgique    | Attaquant | 17/08/1934        | 1959-1961  | 0 (0)             | 0    | 0      | 0      |
| Frans Binnemans    | Belgique    | ?         | 30/08/1948        | 1973-1974  | 0 (0)             | 0    | 0      | 0      |
| Théophile Boddaert | Belgique    | ?         | ?                 | 1967-1968  | 0 (0)             | 0    | 0      | 0      |
| Robert Bonga Bonga | Zaïre       | Attaquant | 9/02/1965         | 1991-1992  | 8 (0)             | 1    | 0      | 0      |
| Daniel Bonne       | Belgique    | ?         | 18/08/1960        | 1977-1988  | 0 (0)             | 0    | 0      | 0      |
| Frank Bruckenburg  | Belgique    | ?         | 18/02/1955        | 1977-1978  | 0 (0)             | 0    | 0      | 0      |
| Kevin Buelens      | Belgique    | ?         | 16/05/1981        | 1999-2000  | 1 (0)             | 0    | 0      | 0      |
| Peter Burg         | Belgique    | ?         | 1/01/1975         | 1999-2000  | 8 (0)             | 2    | 0      | 0      |
| Marc Burgelman     | Belgique    | ?         | 11/05/1961        | 1980-1984  | 0 (0)             | 0    | 0      | 0      |
| Patrick Burms      | Belgique    | ?         | ?                 | 1976-1978  | 0 (0)             | 0    | 0      | 0      |
| Edwin Bynoe        | Belgique    | ?         | 12/09/1956        | 1978-1979  | 0 (0)             | 0    | 0      | 0      |

## C
| Joueur            | Nationalité | Position          | Date de naissance | Période(s) | Matches (dont D1) | Buts | Jaunes | Rouges |
| ----------------- | ----------- | ----------------- | ----------------- | ---------- | ----------------- | ---- | ------ | ------ |
| Rudy Caers        | Belgique    | ?                 | 16/02/1958        | 1979-1981  | 0 (0)             | 0    | 0      | 0      |
| Marc Calleeuw     | Belgique    | ?                 | 21/04/1968        | 1988-1990  | 8 (0)             | 0    | 0      | 0      |
| Fodé Camara       | Guinée      | Attaquant         | 9/12/1973         | 1991-1995  | 95 (0)            | 36   | 10     | 1      |
| Rogerio Cannelini | Brésil      | Milieu de terrain | 7/03/1979         | 1999-2000  | 11 (0)            | 0    | 2      | 0      |
| Fabio Carallo     | Belgique    | ?                 | 19/10/1973        | 1994-1995  | 1 (0)             | 0    | 0      | 0      |
| Louis Christiaens | Belgique    | ?                 | 28/07/1946        | 1969-1972  | 0 (0)             | 0    | 0      | 0      |
| Kwame Chronicles  | Ghana       | ?                 | 10/10/1979        | 1999-2000  | 16 (0)            | 6    | 3      | 0      |
| Nico Claesen      | Belgique    | Attaquant         | 1/10/1962         | 1996-1998  | 55 (0)            | 19   | 3      | 0      |
| Kris Claus        | Belgique    | Gardien de but    | 1/03/1979         | 1998-2000  | 5 (0)             | 0    | 0      | 1      |
| Mike Coeck        | Belgique    | Gardien de but    | 1/08/1968         | 1983-1984  | 0 (0)             | 0    | 0      | 0      |
| Ronald Colman     | Belgique    | ?                 | 18/11/1959        | 1977-1978  | 0 (0)             | 0    | 0      | 0      |
| Raphaël Constant  | Belgique    | ?                 | 15/08/1975        | 1998-1999  | 28 (0)            | 6    | 7      | 0      |
| Eduard Cornand    | Belgique    | ?                 | ?                 | 1967-1968  | 0 (0)             | 0    | 0      | 0      |
| Walter Cornelis   | Belgique    | ?                 | 9/03/1955         | 1980-1981  | 0 (0)             | 0    | 0      | 0      |
| Carl Cornelissen  | Belgique    | ?                 | 10/11/1958        | 1984-1989  | 0 (0)             | 25   | 0      | 0      |
| Joris Cornet      | Belgique    | ?                 | 8/01/1966         | 1983-1992  | 121 (3)           | 70   | 3      | 4      |
| Olivier Crasson   | Belgique    | Gardien de but    | 7/11/1969         | 1989-1990  | 3 (0)             | 0    | 0      | 0      |

## D
| Joueur                      | Nationalité | Position          | Date de naissance | Période(s) | Matches (dont D1) | Buts | Jaunes | Rouges |
| --------------------------- | ----------- | ----------------- | ----------------- | ---------- | ----------------- | ---- | ------ | ------ |
| Fuseini Dauda               | Canada      | Défenseur         | 29/05/1975        | 1998-1999  | 5 (0)             | 0    | 2      | 0      |
| Gunther Dauwe               | Belgique    | Attaquant         | 10/07/1958        | 1979-1980  | 0 (0)             | 0    | 0      | 0      |
| Guido De Baere              | Belgique    | ?                 | 23/05/1955        | 1971-1974  | 0 (0)             | 0    | 0      | 0      |
| François De Bruyne          | Belgique    | ?                 | 6/01/1925         | 1945-1957  | 0 (0)             | 0    | 0      | 0      |
| Gunter De Cleene            | Belgique    | ?                 | 18/02/1970        | 1991-1992  | 6 (0)             | 0    | 0      | 0      |
| Hugo De Clerck              | Belgique    | ?                 | ?                 | 1967-1968  | 0 (0)             | 0    | 0      | 0      |
| Pepino De Craeye            | Belgique    | ?                 | 26/05/1960        | 1992-1994  | 28 (0)            | 1    | 2      | 1      |
| Geert De Decker             | Belgique    | ?                 | 22/07/1975        | 1995-1999  | 9 (0)             | 0    | 0      | 0      |
| Erik De Geest               | Belgique    | ?                 | 20/02/1975        | 1993-1998  | 63 (0)            | 8    | 7      | 1      |
| Dirk De Groote              | Belgique    | ?                 | 24/03/1958        | 1977-1981  | 0 (0)             | 0    | 0      | 0      |
| Johannes De Jong            | Pays-Bas    | ?                 | 19/04/1947        | 1974-1976  | 0 (0)             | 0    | 0      | 0      |
| Rudy De Jongh               | Belgique    | ?                 | 27/03/1966        | 1983-1984  | 0 (0)             | 0    | 0      | 0      |
| Kurt De Jonghe              | Belgique    | ?                 | 3/05/1974         | 1992-1994  | 10 (0)            | 0    | 0      | 0      |
| Rudy De Kerf                | Belgique    | Gardien de but    | 16/02/1965        | 1986-1988  | 6 (0)             | 0    | 0      | 0      |
| Jan De Laet                 | Belgique    | Attaquant         | 5/03/1965         | 1991-1993  | 46 (0)            | 10   | 4      | 0      |
| Nick De Loenen              | Belgique    | ?                 | 2/03/1980         | 1999-2000  | 11 (0)            | 2    | 1      | 0      |
| Stefaan De Maere            | Belgique    | ?                 | 3/08/1963         | 1980-1986  | 10 (0)            | 0    | 1      | 1      |
| Geert De Maeyer             | Belgique    | Gardien de but    | 14/10/1966        | 1984-1988  | 19 (2)            | 0    | 0      | 0      |
| Wouter De Meester           | Belgique    | ?                 | 19/02/1982        | 1999-2000  | 1 (0)             | 0    | 0      | 0      |
| Dominique De Meyer          | Belgique    | ?                 | 2/12/1977         | 1998-2000  | 46 (0)            | 1    | 6      | 1      |
| Gunther De Meyer            | Belgique    | ?                 | 14/04/1968        | 1986-1992  | 93 (0)            | 2    | 10     | 0      |
| Jeroen De Mol               | Belgique    | ?                 | 17/10/1979        | 1999-2000  | 18 (0)            | 1    | 3      | 0      |
| Marc De Mulder              | Belgique    | ?                 | 6/06/1955         | 1979-1981  | 0 (0)             | 0    | 0      | 0      |
| Dirk De Rechter             | Belgique    | ?                 | 11/11/1954        | 1974-1975  | 0 (0)             | 0    | 0      | 0      |
| René De Ridder              | Belgique    | ?                 | 17/02/1955        | 1983-1984  | 0 (0)             | 0    | 0      | 0      |
| Harry De Roos               | Belgique    | ?                 | 30/06/1945        | 1967-1969  | 0 (0)             | 0    | 0      | 0      |
| Jean-Paul De Ruyte          | Belgique    | ?                 | 18/02/1982        | 1999-2000  | 0 (0)             | 0    | 0      | 0      |
| Filip De Smedt              | Belgique    | ?                 | 7/11/1966         | 1983-1987  | 0 (0)             | 0    | 0      | 0      |
| Stefaan De Smet             | Belgique    | ?                 | 3/04/1969         | 1996-1998  | 30 (0)            | 5    | 4      | 0      |
| Steven De Smet              | Belgique    | Gardien de but    | 28/08/1973        | 1997-1998  | 0 (0)             | 0    | 0      | 0      |
| Wesley De Smet              | Belgique    | Milieu de terrain | 5/01/1977         | 1997-1999  | 56 (0)            | 11   | 7      | 2      |
| Koen De Vleeschauwer        | Belgique    | Défenseur         | 12/05/1971        | 1993-1994  | 29 (0)            | 4    | 4      | 1      |
| Werner De Vocht             | Belgique    | ?                 | 31/08/1965        | 1984-1989  | 44 (3)            | 0    | 10     | 0      |
| Jan De Volder               | Belgique    | ?                 | 7/07/1921         | 1942-1946  | 13 (13)           | 3    | 0      | 0      |
| Stijn De Vreeze             | Belgique    | ?                 | 13/11/1977        | 1995-1998  | 4 (0)             | 0    | 0      | 0      |
| Dirk De Wachter             | Belgique    | ?                 | 1/11/1962         | 1988-1994  | 96 (0)            | 5    | 6      | 1      |
| Bartel De Waele             | Belgique    | ?                 | 25/12/1961        | 1989-1990  | 26 (0)            | 2    | 7      | 0      |
| Serge De Waele              | Belgique    | ?                 | 11/10/1968        | 1986-1987  | 0 (0)             | 0    | 0      | 0      |
| Bjorn De Wilde              | Belgique    | ?                 | 1/05/1979         | 1998-1999  | 19 (0)            | 8    | 4      | 0      |
| Patrick De Wilde            | Belgique    | ?                 | 29/04/1964        | 1989-1993  | 60 (0)            | 0    | 7      | 3      |
| Reginald De Wilde           | Belgique    | ?                 | 22/01/1968        | 1987-1989  | 0 (0)             | 0    | 0      | 0      |
| Tino De Witte               | Belgique    | ?                 | 5/11/1976         | 1996-1997  | 2 (0)             | 0    | 0      | 0      |
| René De Zutter              | Belgique    | ?                 | ?                 | 1945-1946  | 0 (0)             | 0    | 0      | 0      |
| Benny Debaere               | Belgique    | ?                 | 6/10/1959         | 1977-1978  | 0 (0)             | 0    | 0      | 0      |
| Jozef Deckers               | Belgique    | ?                 | 12/06/1938        | 1967-1969  | 0 (0)             | 0    | 0      | 0      |
| Franky Dedaele              | Belgique    | ?                 | 21/01/1957        | 1974-1988  | 11 (0)            | 0    | 0      | 1      |
| Kurt Degrave                | Belgique    | ?                 | 26/01/1974        | 1992-1994  | 25 (0)            | 4    | 4      | 0      |
| Albert Delamper             | Belgique    | ?                 | 20/05/1954        | 1973-1977  | 0 (0)             | 0    | 0      | 0      |
| Rudy Demeyere               | Belgique    | Gardien de but    | 12/07/1956        | 1985-1986  | 18 (0)            | 0    | 0      | 0      |
| Claude Deproot              | Belgique    | ?                 | 18/07/1956        | 1984-1986  | 32 (11)           | 2    | 0      | 0      |
| Pierre Deraet               | Belgique    | ?                 | 23/09/1954        | 1979-1981  | 0 (0)             | 0    | 0      | 0      |
| Werner Deraeve              | Belgique    | ?                 | 14/03/1950        | 1974-1980  | 0 (0)             | 0    | 0      | 0      |
| Kris Deroeck                | Belgique    | ?                 | 30/10/1973        | 1994-1996  | 51 (0)            | 10   | 2      | 0      |
| Jean-Paul Desmet            | Belgique    | ?                 | ?                 | 1975-1976  | 0 (0)             | 0    | 0      | 0      |
| Luc Devroe                  | Belgique    | Gardien de but    | 16/12/1965        | 1988-1990  | 20 (0)            | 0    | 0      | 0      |
| Kenny Devuyst               | Belgique    | ?                 | 28/12/1977        | 1994-1998  | 57 (0)            | 3    | 7      | 1      |
| Danny D'Hondt               | Belgique    | Gardien de but    | 21/09/1963        | 1980-1981  | 0 (0)             | 0    | 0      | 0      |
| Pascal D'Hondt              | Belgique    | ?                 | 26/03/1965        | 1982-1983  | 0 (0)             | 0    | 0      | 0      |
| Geert Dhooge                | Belgique    | ?                 | 28/09/1965        | 1990-1995  | 115 (0)           | 3    | 6      | 0      |
| Dominique D'Hooge           | Belgique    | ?                 | 12/08/1977        | 1998-1999  | 27 (0)            | 0    | 9      | 0      |
| Andres Diaz Llano           | Colombie    | ?                 | 5/01/1975         | 1994-1998  | 13 (0)            | 0    | 2      | 0      |
| Francisco Javier Diaz Llano | Colombie    | ?                 | 19/11/1976        | 1994-1999  | 52 (0)            | 8    | 5      | 0      |
| Jacobus Dieleman            | Pays-Bas    | Gardien de but    | 24/10/1952        | 1971-1974  | 0 (0)             | 0    | 0      | 0      |
| Altair Rosa Riva Dos Santos | Brésil      | Attaquant         | 23/08/1979        | 1998-1999  | 14 (0)            | 5    | 1      | 0      |
| Philippe Droeven            | Belgique    | ?                 | 26/05/1965        | 1991-1992  | 12 (0)            | 0    | 1      | 0      |
| Yaron Drori                 | Israël      | Milieu de terrain | 2/07/1967         | 1990-1991  | 11 (0)            | 4    | 1      | 0      |
| Achille Dullaert            | Belgique    | ?                 | ?                 | 1946-1947  | 7 (7)             | 1    | 0      | 0      |
| Guido Dullaert              | Belgique    | ?                 | ?                 | 1968-1970  | 0 (0)             | 0    | 0      | 0      |
| Jozef Dupont                | Belgique    | ?                 | ?                 | 1969-1976  | 0 (0)             | 0    | 0      | 0      |
| Johnny Dusbaba              | Pays-Bas    | Défenseur         | 14/03/1956        | 1984-1986  | 31 (26)           | 0    | 0      | 0      |

## E
| Joueur           | Nationalité | Position        | Date de naissance | Période(s) | Matches (dont D1) | Buts | Jaunes | Rouges |
| ---------------- | ----------- | --------------- | ----------------- | ---------- | ----------------- | ---- | ------ | ------ |
| Yvan Eeckman     | Belgique    | ?               | 16/12/1960        | 1980-1988  | 12 (0)            | 0    | 0      | 0      |
| Walter Elegeert  | Belgique    | ?               | 28/07/1941        | 1968-1973  | 0 (0)             | 0    | 0      | 0      |
| Errol Emanuelson | Suriname    | Attaquant       | 16/04/1953        | 1979-1980  | 0 (0)             | 0    | 0      | 0      |
| Costa Emerson    | Belgique    | ?               | 12/01/1978        | 1998-1999  | 14 (0)            | 2    | 5      | 0      |
| Campos Euclides  | Brésil      | milieu offensif | 15/04/1979        | 1995-1996  | 9 (0)             | 0    | 0      | 0      |
| Eddy Everaert    | Belgique    | ?               | 10/11/1946        | 1969-1973  | 0 (0)             | 0    | 0      | 0      |
| Hans Everaert    | Belgique    | ?               | 26/03/1968        | 1984-1990  | 15 (0)            | 0    | 2      | 0      |
| Gino Eysackers   | Belgique    | ?               | 5/09/1959         | 1978-1979  | 0 (0)             | 0    | 0      | 0      |

## F
| Joueur          | Nationalité | Position | Date de naissance | Période(s) | Matches (dont D1) | Buts | Jaunes | Rouges |
| --------------- | ----------- | -------- | ----------------- | ---------- | ----------------- | ---- | ------ | ------ |
| Marc Fierens    | Belgique    | ?        | 12/06/1963        | 1997-2000  | 67 (0)            | 0    | 11     | 3      |
| Marcel Frederix | Belgique    | ?        | ?                 | 1970-1971  | 0 (0)             | 0    | 0      | 0      |
| Cyrille Frissyn | Belgique    | ?        | 6/10/1919         | 1943-1947  | 0 (0)             | 0    | 0      | 0      |

## G
| Joueur            | Nationalité | Position | Date de naissance | Période(s) | Matches (dont D1) | Buts | Jaunes | Rouges |
| ----------------- | ----------- | -------- | ----------------- | ---------- | ----------------- | ---- | ------ | ------ |
| Johan Geeraerts   | Belgique    | ?        | 18/06/1973        | 1995-1996  | 31 (0)            | 9    | 3      | 0      |
| Jan Geertsen      | Belgique    | ?        | 20/11/1968        | 1989-1990  | 1 (0)             | 0    | 0      | 0      |
| Hervé Godtbill    | Belgique    | ?        | 30/05/1969        | 1998-1999  | 3 (0)             | 0    | 0      | 0      |
| Willy Goossens    | Belgique    | ?        | 16/10/1944        | 1965-1967  | 0 (0)             | 0    | 0      | 0      |
| Jan Goris         | Belgique    | ?        | ?                 | 1946-1947  | 0 (0)             | 0    | 0      | 0      |
| Ludo Gugliermetto | Belgique    | ?        | 20/04/1947        | 1970-1973  | 0 (0)             | 0    | 0      | 0      |

## H
| Joueur           | Nationalité | Position | Date de naissance | Période(s) | Matches (dont D1) | Buts | Jaunes | Rouges |
| ---------------- | ----------- | -------- | ----------------- | ---------- | ----------------- | ---- | ------ | ------ |
| Daniel Haberkorn | Belgique    | ?        | 17/03/1961        | 1985-1987  | 5 (0)             | 0    | 0      | 0      |
| Lambert Hannes   | Belgique    | ?        | ?                 | 1967-1968  | 0 (0)             | 0    | 0      | 0      |
| Firmin Heirbaut  | Belgique    | ?        | ?                 | 1980-1981  | 0 (0)             | 0    | 0      | 0      |
| Johannes Herman  | Pays-Bas    | ?        | ?                 | 1967-1969  | 0 (0)             | 0    | 0      | 0      |
| Hubert Hermans   | Belgique    | ?        | ?                 | 1967-1969  | 0 (0)             | 0    | 0      | 0      |
| Frans Heylen     | Belgique    | ?        | ?                 | 1971-1972  | 0 (0)             | 0    | 0      | 0      |
| Paul Heylen      | Belgique    | ?        | 11/02/1949        | 1971-1974  | 0 (0)             | 12   | 0      | 0      |
| August Hofman    | Belgique    | ?        | 29/12/1923        | 1952-1959  | 0 (0)             | 0    | 0      | 0      |
| Marc Hofman      | Belgique    | ?        | 25/03/1955        | 1974-1978  | 0 (0)             | 0    | 0      | 0      |
| Alec Hrnic       | Belgique    | ?        | 5/05/1947         | 1977-1978  | 0 (0)             | 0    | 0      | 0      |
| Tim Huygen       | Belgique    | ?        | 11/07/1967        | 1984-1988  | 20 (0)            | 3    | 0      | 0      |

## I
| Joueur          | Nationalité                      | Position          | Date de naissance | Période(s) | Matches (dont D1) | Buts | Jaunes | Rouges |
| --------------- | -------------------------------- | ----------------- | ----------------- | ---------- | ----------------- | ---- | ------ | ------ |
| Blaise Issankoy | République démocratique du Congo | Milieu de terrain | 13/03/1979        | 1999-2000  | 30 (0)            | 16   | 2      | 0      |

## J
| Joueur            | Nationalité | Position  | Date de naissance | Période(s) | Matches (dont D1) | Buts | Jaunes | Rouges |
| ----------------- | ----------- | --------- | ----------------- | ---------- | ----------------- | ---- | ------ | ------ |
| Jan Jacobs        | Belgique    | ?         | 13/03/1969        | 1996-1998  | 61 (0)            | 2    | 12     | 0      |
| Peter Jacobs      | Belgique    | ?         | 22/09/1971        | 1994-1996  | 65 (0)            | 5    | 10     | 0      |
| Chris Janssens    | Belgique    | Défenseur | 12/06/1969        | 1995-1996  | 31 (0)            | 16   | 5      | 0      |
| Frans Janssens    | Belgique    | ?         | 25/09/1945        | 1982-1983  | 0 (0)             | 0    | 0      | 0      |
| Freddy Janssens   | Belgique    | ?         | ?                 | 1970-1971  | 0 (0)             | 0    | 0      | 0      |
| Joseph Janssens   | Belgique    | ?         | 1/05/1948         | 1967-1972  | 0 (0)             | 0    | 0      | 0      |
| William Janssens  | Belgique    | ?         | ?                 | 1969-1976  | 0 (0)             | 0    | 0      | 0      |
| Wilfried Jochmans | Belgique    | ?         | ?                 | 1972-1974  | 0 (0)             | 0    | 0      | 0      |
| Daniel Joos       | Belgique    | ?         | 4/11/1948         | 1975-1976  | 0 (0)             | 0    | 0      | 0      |
| Guido Joos        | Belgique    | ?         | 16/08/1947        | 1967-1978  | 0 (0)             | 0    | 0      | 0      |

## K
| Joueur          | Nationalité | Position  | Date de naissance | Période(s) | Matches (dont D1) | Buts | Jaunes | Rouges |
| --------------- | ----------- | --------- | ----------------- | ---------- | ----------------- | ---- | ------ | ------ |
| Francis Kant    | Belgique    | ?         | 29/12/1978        | 1997-1999  | 14 (0)            | 0    | 1      | 0      |
| Jos Kayser      | Pays-Bas    | ?         | 25/06/1969        | 1989-1990  | 0 (0)             | 0    | 0      | 0      |
| Leo Kayser      | Pays-Bas    | ?         | 7/02/1967         | 1989-1991  | 15 (0)            | 0    | 1      | 0      |
| Salif Keïta     | Sénégal     | Attaquant | 19/10/1975        | 1994-1995  | 26 (0)            | 6    | 1      | 0      |
| Luc Keppens     | Belgique    | ?         | 22/08/1960        | 1989-1990  | 21 (0)            | 2    | 3      | 1      |
| Rene Kersse     | Belgique    | ?         | 20/12/1913        | 1941-1947  | 0 (0)             | 0    | 0      | 0      |
| Kurt Kerstens   | Belgique    | ?         | 15/10/1964        | 1984-1985  | 0 (0)             | 0    | 0      | 0      |
| Kayode Keshinro | Nigeria     | Attaquant | 25/12/1972        | 1996-1998  | 63 (0)            | 28   | 8      | 0      |
| André Kiekens   | Belgique    | ?         | 21/10/1960        | 1988-1989  | 0 (0)             | 0    | 0      | 0      |
| Jamie King      | Belgique    | ?         | 2/08/1967         | 1986-1987  | 4 (0)             | 0    | 0      | 0      |
| Debo Kitenge    | Belgique    | ?         | 13/11/1973        | 1994-1995  | 10 (0)            | 1    | 0      | 1      |
| Tim Koppen      | Belgique    | ?         | 26/03/1981        | 1999-2000  | 12 (0)            | 0    | 1      | 0      |
| Wouter Koppen   | Belgique    | ?         | 24/06/1982        | 1999-2000  | 3 (0)             | 0    | 1      | 0      |
| Hans Kraay      | Pays-Bas    | Défenseur | 22/12/1959        | 1996-1997  | 6 (0)             | 0    | 1      | 0      |

## L
| Joueur           | Nationalité | Position          | Date de naissance | Période(s) | Matches (dont D1) | Buts | Jaunes | Rouges |
| ---------------- | ----------- | ----------------- | ----------------- | ---------- | ----------------- | ---- | ------ | ------ |
| Éric Lacroix     | Belgique    | ?                 | 5/09/1955         | 1980-1989  | 121 (32)          | 15   | 7      | 0      |
| Ronny Lambrechts | Belgique    | ?                 | 22/12/1955        | 1979-1980  | 27 (0)            | 0    | 0      | 0      |
| Jos Lathouwers   | Belgique    | ?                 | 26/04/1968        | 1988-1990  | 23 (0)            | 2    | 0      | 0      |
| Rik Laurs        | Pays-Bas    | Gardien de but    | 2/11/1963         | 1989-1990  | 8 (0)             | 0    | 0      | 0      |
| Georges Leekens  | Belgique    | Défenseur         | 18/05/1949        | 1981-1984  | 0 (0)             | 0    | 0      | 0      |
| Stefan Leleu     | Belgique    | Défenseur         | 28/02/1970        | 1992-1995  | 74 (0)            | 1    | 20     | 1      |
| Marc Leroy       | Belgique    | ?                 | 12/12/1959        | 1982-1986  | 63 (33)           | 1    | 2      | 1      |
| Eddy Lodewijckx  | Belgique    | Défenseur         | 18/06/1952        | 1979-1984  | 54 (0)            | 3    | 0      | 0      |
| Sasa Lopicic     | Yougoslavie | Milieu de terrain | 22/02/1963        | 1990-1994  | 96 (0)            | 10   | 3      | 0      |
| Bart Lux         | Belgique    | ?                 | 7/06/1973         | 1994-1998  | 77 (0)            | 1    | 4      | 0      |

## M
| Joueur                           | Nationalité                      | Position          | Date de naissance | Période(s) | Matches (dont D1) | Buts | Jaunes | Rouges |
| -------------------------------- | -------------------------------- | ----------------- | ----------------- | ---------- | ----------------- | ---- | ------ | ------ |
| Daniel Maes                      | Belgique                         | Défenseur         | 7/07/1966         | 1985-1993  | 139 (0)           | 9    | 5      | 0      |
| Eddy Maes                        | Belgique                         | ?                 | 27/12/1953        | 1974-1975  | 0 (0)             | 0    | 0      | 0      |
| Eddy Maes                        | Belgique                         | ?                 | 3/06/1950         | 1976-1979  | 0 (0)             | 0    | 0      | 0      |
| Éric Maes                        | Belgique                         | ?                 | 30/06/1958        | 1975-1976  | 0 (0)             | 0    | 0      | 0      |
| Rudy Maes                        | Belgique                         | ?                 | 28/09/1954        | 1974-1975  | 0 (0)             | 0    | 0      | 0      |
| William Maes                     | Belgique                         | ?                 | 14/10/1943        | 1967-1969  | 0 (0)             | 0    | 0      | 0      |
| Yvan Maes                        | Belgique                         | ?                 | 3/10/1955         | 1975-1977  | 0 (0)             | 0    | 0      | 0      |
| Rudy Maesen                      | Belgique                         | Gardien de but    | 12/09/1964        | 1990-1995  | 98 (0)            | 0    | 1      | 0      |
| Jean-Baptiste Makukula Kuyangana | Zaïre                            | ?                 | 22/04/1960        | 1985-1986  | 0 (0)             | 0    | 0      | 0      |
| Ruphin Mandondo Lokwa            | Zaïre                            | ?                 | 22/02/1965        | 1986-1988  | 21 (0)            | 0    | 3      | 1      |
| Nico Marginet                    | Belgique                         | ?                 | 28/11/1971        | 1994-1995  | 6 (0)             | 3    | 0      | 0      |
| Donaat Mariman                   | Belgique                         | ?                 | ?                 | 1952-1955  | 0 (0)             | 0    | 0      | 0      |
| Geert Mariman                    | Belgique                         | Milieu de terrain | 18/02/1965        | 1984-1985  | 5 (5)             | 0    | 0      | 0      |
| Siegfried Mariman                | Belgique                         | ?                 | 20/10/1934        | 1952-1962  | 0 (0)             | 0    | 0      | 0      |
| Bruno Marin                      | Belgique                         | ?                 | 2/12/1960         | 1978-1981  | 0 (0)             | 0    | 0      | 0      |
| Hedwig Marquet                   | Belgique                         | ?                 | ?                 | 1970-1971  | 0 (0)             | 0    | 0      | 0      |
| Glacinel Martins                 | Belgique                         | ?                 | 19/09/1968        | 1998-1999  | 22 (0)            | 1    | 3      | 0      |
| Koka Masesa                      | République démocratique du Congo | Défenseur         | 6/08/1976         | 1995-1996  | 28 (0)            | 0    | 4      | 1      |
| Frédéric Massa                   | Belgique                         | ?                 | 2/02/1971         | 1988-1989  | 0 (0)             | 0    | 0      | 0      |
| Carl Massagie                    | Belgique                         | ?                 | 6/03/1965         | 1986-1987  | 27 (0)            | 2    | 4      | 0      |
| Willy Meersman                   | Belgique                         | ?                 | ?                 | 1946-1953  | 0 (0)             | 0    | 0      | 0      |
| Jurgen Meeusen                   | Belgique                         | ?                 | 15/05/1976        | 1999-2000  | 27 (0)            | 5    | 4      | 0      |
| Marc Mertens                     | Belgique                         | ?                 | 27/09/1960        | 1997-1998  | 31 (0)            | 0    | 9      | 0      |
| Geert Mestdagh                   | Belgique                         | Gardien de but    | 31/03/1962        | 1985-1988  | 20 (0)            | 0    | 0      | 0      |
| Albert Michiels                  | Belgique                         | Milieu de terrain | 14/03/1939        | 1970-1972  | 0 (0)             | 0    | 0      | 0      |
| Daniel Minea                     | Roumanie                         | Milieu de terrain | 26/12/1961        | 1991-1996  | 118 (0)           | 10   | 27     | 0      |
| Dennis Moerenhout                | Belgique                         | ?                 | 20/01/1981        | 1998-2000  | 31 (0)            | 3    | 1      | 0      |
| Freddy Moerman                   | Belgique                         | ?                 | 10/12/1951        | 1971-1972  | 0 (0)             | 0    | 0      | 0      |
| Étienne Morjaen                  | Belgique                         | ?                 | ?                 | 1968-1971  | 0 (0)             | 0    | 0      | 0      |
| Mustafa M'Rabet                  | Tunisie                          | ?                 | 5/05/1965         | 1986-1988  | 29 (0)            | 5    | 2      | 0      |
| Guylian Mutombo                  | République démocratique du Congo | ?                 | 30/06/1976        | 1999-2000  | 3 (0)             | 1    | 0      | 0      |
| Camille Muzinga                  | République démocratique du Congo | Milieu de terrain | 12/06/1980        | 1998-1999  | 11 (0)            | 0    | 0      | 0      |

## N
| Joueur               | Nationalité | Position  | Date de naissance | Période(s) | Matches (dont D1) | Buts | Jaunes | Rouges |
| -------------------- | ----------- | --------- | ----------------- | ---------- | ----------------- | ---- | ------ | ------ |
| Khayal Makhou Niasse | Sénégal     | Défenseur | 30/11/1966        | 1991-1996  | 113 (0)           | 3    | 22     | 5      |
| Marc Nijs            | Belgique    | ?         | 7/04/1950         | 1973-1980  | 0 (0)             | 0    | 0      | 0      |
| Kalombo N'Kongolo    | Zaïre       | Défenseur | 17/07/1961        | 1985-1986  | 14 (0)            | 0    | 0      | 0      |
| Marc Noë             | Belgique    | ?         | 18/10/1962        | 1982-1986  | 27 (0)            | 7    | 6      | 2      |
| Frank Notte          | Belgique    | ?         | 31/03/1969        | 1990-1992  | 15 (0)            | 0    | 2      | 1      |
| Gino Nys             | Belgique    | ?         | 22/11/1959        | 1980-1990  | 62 (0)            | 3    | 6      | 1      |

## O
| Joueur            | Nationalité | Position  | Date de naissance | Période(s) | Matches (dont D1) | Buts | Jaunes | Rouges |
| ----------------- | ----------- | --------- | ----------------- | ---------- | ----------------- | ---- | ------ | ------ |
| Louis Ommeganck   | Belgique    | ?         | 6/05/1937         | 1957-1966  | 0 (0)             | 0    | 0      | 0      |
| Goncalves Orlando | Brésil      | ?         | 20/07/1974        | 1995-1996  | 1 (0)             | 0    | 0      | 0      |
| Souleymane Oularé | Guinée      | Attaquant | 16/10/1972        | 1991-1992  | 25 (0)            | 5    | 1      | 0      |

## P
| Joueur            | Nationalité | Position       | Date de naissance | Période(s) | Matches (dont D1) | Buts | Jaunes | Rouges |
| ----------------- | ----------- | -------------- | ----------------- | ---------- | ----------------- | ---- | ------ | ------ |
| Kwan Park         | Belgique    | ?              | 10/01/1977        | 1998-1999  | 13 (0)            | 1    | 0      | 0      |
| Bruno Parmentier  | Belgique    | ?              | 17/10/1971        | 1996-1997  | 27 (0)            | 0    | 4      | 0      |
| Bart Peeters      | Belgique    | Gardien de but | 4/03/1974         | 1999-2000  | 30 (0)            | 0    | 2      | 0      |
| Andy Peleman      | Belgique    | ?              | 8/12/1976         | 1998-1999  | 8 (0)             | 0    | 1      | 0      |
| Antonius Pfaff    | Belgique    | ?              | 24/10/1952        | 1976-1979  | 0 (0)             | 0    | 0      | 0      |
| Philip Piedfort   | Belgique    | ?              | 23/08/1975        | 1996-1997  | 30 (0)            | 2    | 0      | 0      |
| Kevin Piessens    | Belgique    | ?              | 23/02/1981        | 1999-2000  | 1 (0)             | 0    | 0      | 0      |
| Francesco Pirelli | Italie      | Attaquant      | 7/04/1960         | 1989-1990  | 18 (0)            | 0    | 0      | 0      |
| Manuel Ponnet     | Belgique    | Gardien de but | 18/11/1968        | 1995-1996  | 7 (0)             | 0    | 0      | 0      |
| Daniel Poppe      | Belgique    | ?              | 28/08/1955        | 1973-1979  | 0 (0)             | 0    | 0      | 0      |
| Rudi Praet        | Belgique    | ?              | 15/05/1956        | 1975-1979  | 0 (0)             | 0    | 0      | 0      |
| Marc Pringels     | Belgique    | ?              | 31/12/1960        | 1979-1981  | 0 (0)             | 0    | 0      | 0      |
| Jan Pyl           | Belgique    | ?              | ?                 | 1980-1981  | 0 (0)             | 0    | 0      | 0      |

## Q
| Joueur           | Nationalité | Position          | Date de naissance | Période(s)                      | Matches (dont D1) | Buts | Jaunes | Rouges |
| ---------------- | ----------- | ----------------- | ----------------- | ------------------------------- | ----------------- | ---- | ------ | ------ |
| Peter Quintelier | Belgique    | Milieu de terrain | 2/10/1967         | 1983-1986, 1987-1994, 1996-1997 | 171 (0)           | 34   | 19     | 1      |

## R
| Joueur           | Nationalité | Position | Date de naissance | Période(s) | Matches (dont D1) | Buts | Jaunes | Rouges |
| ---------------- | ----------- | -------- | ----------------- | ---------- | ----------------- | ---- | ------ | ------ |
| Valère Raemdonck | Belgique    | ?        | 20/04/1949        | 1967-1977  | 0 (0)             | 0    | 0      | 0      |
| Paul Rassaert    | Belgique    | ?        | 10/05/1949        | 1971-1972  | 0 (0)             | 0    | 0      | 0      |
| Keevin Reyns     | Belgique    | ?        | 2/06/1973         | 1993-1994  | 28 (0)            | 10   | 3      | 0      |
| Mohamed Rhiourhi | Maroc       | ?        | ?                 | 1971-1973  | 0 (0)             | 0    | 0      | 0      |
| Guy Rodrigo      | Belgique    | ?        | 15/07/1960        | 1980-1984  | 0 (0)             | 0    | 0      | 0      |
| Eddy Roelandt    | Belgique    | ?        | 9/11/1946         | 1971-1972  | 0 (0)             | 0    | 0      | 0      |
| Ranald Roelandt  | Belgique    | ?        | 5/06/1968         | 1986-1987  | 1 (0)             | 0    | 0      | 0      |
| Daniel Romero    | Belgique    | ?        | 12/01/1979        | 1997-1999  | 14 (0)            | 0    | 1      | 0      |
| Alex Roskam      | Belgique    | ?        | 12/06/1970        | 1986-1989  | 0 (0)             | 0    | 0      | 0      |
| Claude Rousseau  | Belgique    | ?        | 26/09/1968        | 1994-1995  | 19 (0)            | 2    | 2      | 0      |
| Ivan Rousseau    | Belgique    | ?        | 26/11/1958        | 1975-1976  | 0 (0)             | 0    | 0      | 0      |
| Thomas Ruys      | Belgique    | ?        | 10/11/1979        | 1998-2000  | 31 (0)            | 1    | 4      | 2      |
| Willy Ruythooren | Belgique    | ?        | ?                 | 1967-1968  | 0 (0)             | 0    | 0      | 0      |

## S
| Joueur             | Nationalité          | Position          | Date de naissance | Période(s) | Matches (dont D1) | Buts | Jaunes | Rouges |
| ------------------ | -------------------- | ----------------- | ----------------- | ---------- | ----------------- | ---- | ------ | ------ |
| Philip Schockaert  | Belgique             | ?                 | 4/10/1975         | 1997-1998  | 3 (0)             | 0    | 0      | 0      |
| Yvan Schoonvliet   | Belgique             | ?                 | ?                 | 1970-1971  | 0 (0)             | 0    | 0      | 0      |
| Jan Schoorens      | Belgique             | ?                 | 8/01/1981         | 1999-2000  | 0 (0)             | 0    | 0      | 0      |
| Paul Schouppe      | Belgique             | ?                 | 4/04/1954         | 1980-1981  | 0 (0)             | 0    | 0      | 0      |
| Daniel Schroyens   | Belgique             | ?                 | 15/01/1965        | 1992-1993  | 12 (0)            | 0    | 4      | 1      |
| Jan Simoen         | Belgique             | Attaquant         | 9/12/1953         | 1982-1986  | 14 (0)            | 63   | 1      | 0      |
| Roel Slootmaekers  | Belgique             | ?                 | 11/02/1982        | 1999-2000  | 2 (0)             | 0    | 0      | 0      |
| Eric Smet          | Belgique             | ?                 | ?                 | 1968-1973  | 0 (0)             | 0    | 0      | 0      |
| Jan Smet           | Belgique             | ?                 | 6/03/1959         | 1977-1984  | 0 (0)             | 0    | 0      | 0      |
| Tim Smet           | Belgique             | ?                 | 20/01/1979        | 1998-1999  | 5 (0)             | 0    | 1      | 0      |
| Seyfo Soley        | Gambie               | Milieu de terrain | 16/02/1980        | 1999-2000  | 24 (0)            | 1    | 3      | 1      |
| Jos Spiessens      | Belgique             | ?                 | 27/12/1958        | 1976-1977  | 0 (0)             | 0    | 0      | 0      |
| Sinisa Stancic     | Yougoslavie          | Milieu de terrain | 21/06/1967        | 1990-1992  | 35 (0)            | 12   | 4      | 0      |
| Johannes Steenhuis | Pays-Bas             | ?                 | ?                 | 1970-1971  | 0 (0)             | 0    | 0      | 0      |
| Diederik Stickens  | Belgique             | Gardien de but    | 17/07/1957        | 1979-1985  | 0 (0)             | 0    | 0      | 0      |
| Geert Strobbe      | Belgique             | ?                 | 12/04/1968        | 1983-1984  | 0 (0)             | 0    | 0      | 0      |
| Gilbert Struyf     | Belgique             | ?                 | 6/09/1925         | 1945-1962  | 0 (0)             | 0    | 0      | 0      |
| Werner Struyf      | Belgique             | ?                 | 22/01/1966        | 1987-1990  | 5 (0)             | 0    | 1      | 0      |
| Andreas Stump      | Allemagne de l'Ouest | ?                 | 9/09/1953         | 1976-1977  | 0 (0)             | 0    | 0      | 0      |
| Ignace Suply       | Belgique             | ?                 | 24/08/1963        | 1990-1991  | 24 (0)            | 2    | 0      | 0      |

## T
| Joueur          | Nationalité | Position          | Date de naissance | Période(s) | Matches (dont D1) | Buts | Jaunes | Rouges |
| --------------- | ----------- | ----------------- | ----------------- | ---------- | ----------------- | ---- | ------ | ------ |
| Willy Tack      | Belgique    | Gardien de but    | 21/06/1941        | 1972-1975  | 0 (0)             | 0    | 0      | 0      |
| Saïd Tahiri     | Belgique    | ?                 | 26/05/1973        | 1997-1998  | 33 (0)            | 2    | 5      | 0      |
| Jannes Tant     | Belgique    | ?                 | 20/03/1972        | 1998-1999  | 23 (0)            | 1    | 4      | 0      |
| Robert Tervoort | Pays-Bas    | Gardien de but    | 19/07/1956        | 1983-1984  | 0 (0)             | 0    | 0      | 0      |
| Paul Theunis    | Belgique    | Milieu de terrain | 16/03/1952        | 1988-1989  | 0 (0)             | 0    | 0      | 0      |
| Bjorn Thyssen   | Belgique    | ?                 | 1/09/1977         | 1994-1998  | 11 (0)            | 0    | 1      | 1      |
| Florent Truyens | Belgique    | ?                 | 17/02/1956        | 1981-1987  | 49 (0)            | 10   | 10     | 0      |

## V
| Joueur                  | Nationalité | Position          | Date de naissance | Période(s)           | Matches (dont D1) | Buts | Jaunes | Rouges |
| ----------------------- | ----------- | ----------------- | ----------------- | -------------------- | ----------------- | ---- | ------ | ------ |
| Dirk Vael               | Belgique    | ?                 | 7/08/1966         | 1983-1984            | 0 (0)             | 0    | 0      | 0      |
| Johnny Van Abbeny       | Belgique    | ?                 | 9/02/1956         | 1982-1983            | 0 (0)             | 0    | 0      | 0      |
| Willy Van Acker         | Belgique    | ?                 | 20/12/1939        | 1962-1969            | 0 (0)             | 14   | 0      | 0      |
| Antoine Van Audenhove   | Belgique    | ?                 | ?                 | 1967-1968            | 0 (0)             | 0    | 0      | 0      |
| Kristof Van Bastelaere  | Belgique    | ?                 | 2/09/1980         | 1999-2000            | 0 (0)             | 0    | 0      | 0      |
| Yves Van Bastelaere     | Belgique    | ?                 | 12/02/1977        | 1995-1998            | 1 (0)             | 0    | 0      | 0      |
| Eddy Van Berghen        | Belgique    | ?                 | 19/06/1950        | 1973-1979            | 0 (0)             | 0    | 0      | 0      |
| Bruno Van Bladel        | Belgique    | ?                 | 31/03/1956        | 1980-1981            | 0 (0)             | 0    | 0      | 0      |
| Erwin Van Camp          | Belgique    | ?                 | 17/12/1958        | 1975-1976            | 0 (0)             | 0    | 0      | 0      |
| Hendrik Van Cauter      | Belgique    | ?                 | 20/11/1959        | 1989-1990            | 1 (0)             | 0    | 0      | 0      |
| Peter Van Cleemput      | Belgique    | ?                 | 7/12/1970         | 1995-1997            | 44 (0)            | 4    | 12     | 2      |
| Martin Van Daele        | Belgique    | ?                 | 6/12/1963         | 1980-1981            | 0 (0)             | 0    | 0      | 0      |
| François Van Damme      | Belgique    | ?                 | ?                 | 1970-1971            | 0 (0)             | 0    | 0      | 0      |
| Jan Van Damme           | Belgique    | ?                 | 23/03/1977        | 1998-2000            | 31 (0)            | 4    | 10     | 1      |
| Kris Van De Putte       | Belgique    | ?                 | 22/12/1975        | 1991-1997            | 47 (0)            | 0    | 3      | 0      |
| Andy Van De Sompel      | Belgique    | ?                 | 24/07/1979        | 1998-2000            | 17 (0)            | 0    | 6      | 0      |
| Noël Van De Velde       | Belgique    | ?                 | 14/03/1940        | 1967-1968            | 0 (0)             | 0    | 0      | 0      |
| Frank Van De Weghe      | Belgique    | ?                 | 26/04/1970        | 1986-1987            | 0 (0)             | 0    | 0      | 0      |
| André Van Den Berghe    | Belgique    | ?                 | ?                 | 1972-1976            | 0 (0)             | 0    | 0      | 0      |
| Noël Van Den Brande     | Belgique    | ?                 | 25/12/1963        | 1981-1982            | 0 (0)             | 0    | 0      | 0      |
| Hervé Van Den Hende     | Belgique    | ?                 | 16/03/1943        | 1967-1976            | 0 (0)             | 0    | 0      | 0      |
| Gert Van Der Aa         | Belgique    | ?                 | ?                 | 1977-1978            | 0 (0)             | 0    | 0      | 0      |
| Marlon Van Der Sander   | Belgique    | ?                 | 2/10/1961         | 1989-1990            | 5 (0)             | 0    | 0      | 1      |
| Ton Van Eennenaam       | Pays-Bas    | Gardien de but    | 3/05/1956         | 1982-1983            | 0 (0)             | 0    | 0      | 0      |
| Roger Van Geirt         | Belgique    | ?                 | ?                 | 1967-1969            | 0 (0)             | 0    | 0      | 0      |
| Roger Van Gool          | Belgique    | Attaquant         | 1/06/1950         | 1984-1985            | 0 (0)             | 0    | 0      | 0      |
| Tony Van Gulck          | Belgique    | ?                 | 15/01/1961        | 1977-1981            | 0 (0)             | 0    | 0      | 0      |
| Willem Van Gulck        | Belgique    | ?                 | 31/05/1959        | 1976-1978            | 0 (0)             | 0    | 0      | 0      |
| Walter Van Haver        | Belgique    | ?                 | 19/10/1948        | 1967-1972            | 0 (0)             | 0    | 0      | 0      |
| Jozef Van Hemelrijck    | Belgique    | ?                 | ?                 | 1968-1969            | 0 (0)             | 0    | 0      | 0      |
| Christian Van Hoeylandt | Belgique    | ?                 | 30/11/1981        | 1999-2000            | 29 (0)            | 2    | 0      | 1      |
| Gino Van Hoof           | Belgique    | ?                 | 26/11/1980        | 1999-2000            | 0 (0)             | 0    | 0      | 0      |
| Antoine Van Hove        | Belgique    | Gardien de but    | 6/10/1947         | 1967-1973            | 0 (0)             | 0    | 0      | 0      |
| Frans Van Kerckhove     | Belgique    | ?                 | ?                 | 1968-1969            | 0 (0)             | 0    | 0      | 0      |
| Jan Van Lierop          | Belgique    | Défenseur         | 16/06/1960        | 1975-1985            | 0 (0)             | 0    | 0      | 0      |
| Filip Van Lijsebetten   | Belgique    | ?                 | 4/01/1968         | 1986-1987            | 4 (0)             | 0    | 0      | 0      |
| Raymond Van Looy        | Belgique    | Gardien de but    | 21/05/1937        | 1963-1971            | 0 (0)             | 0    | 0      | 0      |
| Henk Van Meteren        | Belgique    | ?                 | ?                 | 1970-1972            | 0 (0)             | 0    | 0      | 0      |
| Steve Van Mieghem       | Belgique    | ?                 | 26/08/1976        | 1994-1997            | 22 (0)            | 2    | 1      | 0      |
| Dirk Van Osselaer       | Belgique    | ?                 | 2/11/1964         | 1980-1986            | 2 (0)             | 0    | 0      | 0      |
| Hervé Van Overtvelt     | Belgique    | Milieu de terrain | 22/10/1971        | 1997-1999            | 43 (0)            | 14   | 3      | 0      |
| Luc Van Poecke          | Belgique    | ?                 | ?                 | 1976-1978            | 0 (0)             | 0    | 0      | 0      |
| Julien Van Puymbroeck   | Belgique    | Attaquant         | 18/08/1947        | 1972-1976            | 0 (0)             | 0    | 0      | 0      |
| Eddy Van Puyvelde       | Belgique    | ?                 | 24/03/1967        | 1984-1985            | 0 (0)             | 0    | 0      | 0      |
| Chris Van Raemdonck     | Belgique    | ?                 | 29/10/1967        | 1986-1988            | 1 (0)             | 0    | 0      | 0      |
| Luc Van Raemdonck       | Belgique    | ?                 | 1/01/1964         | 1988-1989            | 0 (0)             | 0    | 0      | 0      |
| Rudy Van Raemdonck      | Belgique    | Gardien de but    | 28/11/1957        | 1974-1978, 1988-1989 | 0 (0)             | 0    | 0      | 0      |
| Herwig Van Reeth        | Belgique    | ?                 | 13/07/1962        | 1984-1985            | 0 (0)             | 0    | 0      | 0      |
| Jozef Van Riel          | Belgique    | ?                 | 16/11/1943        | 1967-1970            | 0 (0)             | 0    | 0      | 0      |
| Stefan Van Riel         | Belgique    | Défenseur         | 29/12/1970        | 1992-1994            | 55 (0)            | 1    | 9      | 0      |
| Hans Van Someren        | Pays-Bas    | Gardien de but    | 15/01/1954        | 1978-1979            | 0 (0)             | 0    | 0      | 0      |
| Freddy Van Spittael     | Belgique    | ?                 | ?                 | 1962-1964            | 0 (0)             | 0    | 0      | 0      |
| Kris Van Spittael       | Belgique    | ?                 | 25/03/1966        | 1984-1985            | 0 (0)             | 0    | 0      | 0      |
| Tony Van Spittael       | Belgique    | ?                 | 8/09/1944         | 1968-1975            | 0 (0)             | 0    | 0      | 0      |
| Albert Van Steelant     | Belgique    | ?                 | 1/03/1915         | 1938-1947            | 0 (0)             | 0    | 0      | 0      |
| August Van Steelant     | Belgique    | Attaquant         | 8/04/1921         | 1938-1956            | 0 (0)             | 0    | 0      | 0      |
| Frans Van Steelant      | Belgique    | ?                 | 15/12/1918        | 1938-1946            | 0 (0)             | 0    | 0      | 0      |
| Willy Van Steelant      | Belgique    | ?                 | ?                 | 1967-1970            | 0 (0)             | 0    | 0      | 0      |
| Walfridus Van Tienen    | Belgique    | ?                 | 29/06/1966        | 1982-1987            | 0 (0)             | 0    | 0      | 0      |
| Matthijs van Toorn      | Pays-Bas    | Défenseur         | 29/12/1950        | 1984-1985            | 5 (5)             | 0    | 0      | 0      |
| Peter Van Wambeke       | Belgique    | Milieu de terrain | 19/04/1963        | 1982-1987            | 44 (0)            | 16   | 3      | 2      |
| Danny Vandenhende       | Belgique    | ?                 | 12/09/1959        | 1982-1986            | 23 (0)            | 47   | 4      | 1      |
| Geoffrey Vandendorpe    | Belgique    | Milieu de terrain | 5/11/1974         | 1998-1999            | 23 (0)            | 2    | 3      | 0      |
| Luc Vanhaevere          | Belgique    | ?                 | 26/09/1952        | 1972-1981            | 0 (0)             | 0    | 0      | 0      |
| Kurt Vanhove            | Belgique    | ?                 | 14/01/1965        | 1988                 | 0 (0)             | 0    | 0      | 0      |
| Filip Vanlierop         | Belgique    | ?                 | 26/03/1972        | 1992-1993            | 0 (0)             | 0    | 0      | 0      |
| Kirils Varaksine        | Belgique    | ?                 | 3/08/1974         | 1997-1998            | 6 (0)             | 0    | 0      | 0      |
| Hubert Verbeke          | Belgique    | ?                 | ?                 | 1969-1971            | 0 (0)             | 0    | 0      | 0      |
| Laurence Verbelen       | Belgique    | ?                 | 30/03/1976        | 1995-1997            | 6 (0)             | 0    | 0      | 0      |
| Patrick Verbruggen      | Belgique    | ?                 | 28/03/1964        | 1985-1986            | 22 (0)            | 1    | 1      | 0      |
| Dirk Vercammen          | Belgique    | ?                 | 18/10/1967        | 1983-1984            | 0 (0)             | 0    | 0      | 0      |
| Frans Vercauteren       | Belgique    | ?                 | ?                 | 1945-1947            | 0 (0)             | 0    | 0      | 0      |
| Remi Vercauteren        | Belgique    | ?                 | ?                 | 1945-1957            | 0 (0)             | 0    | 0      | 0      |
| Stefaan Vercauteren     | Belgique    | ?                 | 23/07/1970        | 1994-1995            | 14 (0)            | 1    | 1      | 0      |
| Luc Vereecken           | Belgique    | ?                 | ?                 | 1972-1976            | 0 (0)             | 0    | 0      | 0      |
| Michaël Vereecken       | Belgique    | ?                 | 4/11/1974         | 1993-1996            | 63 (0)            | 0    | 4      | 0      |
| Richard Verelst         | Belgique    | ?                 | 15/02/1944        | 1976-1978            | 0 (0)             | 0    | 0      | 0      |
| Michel Verfaillie       | Belgique    | ?                 | 18/09/1978        | 1998-1999            | 11 (0)            | 0    | 0      | 0      |
| Geert Verheyden         | Belgique    | ?                 | 2/12/1966         | 1993-1994            | 0 (0)             | 0    | 0      | 0      |
| Ken Verheyen            | Belgique    | Défenseur         | 15/11/1977        | 1998-1999            | 9 (0)             | 0    | 4      | 0      |
| Mario Verheyen          | Belgique    | ?                 | 17/12/1973        | 1995-1996            | 13 (0)            | 0    | 2      | 1      |
| Patrick Verhoosel       | Pays-Bas    | ?                 | 8/05/1954         | 1981-1984            | 0 (0)             | 0    | 0      | 0      |
| Jean-Marc Verlinden     | Belgique    | ?                 | 22/10/1962        | 1985-1986            | 4 (0)             | 0    | 0      | 0      |
| Dirk Vermeir            | Belgique    | ?                 | 14/09/1963        | 1980-1981            | 0 (0)             | 0    | 0      | 0      |
| Geert Vermeire          | Belgique    | ?                 | 5/09/1968         | 1990-1999            | 122 (0)           | 0    | 4      | 1      |
| René Verniers           | Belgique    | ?                 | ?                 | 1963-1968            | 0 (0)             | 0    | 0      | 0      |
| Piet Verschelde         | Belgique    | Attaquant         | 3/11/1964         | 1989-1990            | 32 (0)            | 15   | 2      | 0      |
| Marcel Verschueren      | Belgique    | ?                 | 22/11/1946        | 1969-1972            | 80 (0)            | 1    | 0      | 0      |
| Sven Verschueren        | Belgique    | ?                 | 26/07/1971        | 1986-1987            | 0 (0)             | 0    | 0      | 0      |
| Alain Verstraeten       | Belgique    | ?                 | 19/08/1954        | 1978-1980            | 0 (0)             | 0    | 0      | 0      |
| Manuel Verwilligen      | Belgique    | ?                 | 17/12/1968        | 1996-1998            | 50 (0)            | 1    | 2      | 1      |
| René Verwimp            | Belgique    | ?                 | 20/08/1921        | 1947-1950            | 0 (0)             | 0    | 0      | 0      |
| Zoran Vesovic           | Yougoslavie | ?                 | 1/09/1964         | 1990-1991            | 14 (0)            | 0    | 1      | 1      |
| Daniel Veyt             | Belgique    | Attaquant         | 9/12/1956         | 1976-1980            | 0 (0)             | 42   | 0      | 0      |
| Pierre Vijlders         | Belgique    | ?                 | 19/01/1937        | 1962-1968            | 0 (0)             | 0    | 0      | 0      |
| Wim Vijlders            | Belgique    | ?                 | 30/01/1968        | 1983-1991            | 7 (0)             | 0    | 1      | 0      |
| Patrick Vinck           | Belgique    | ?                 | 6/01/1968         | 1985-1989            | 27 (0)            | 0    | 7      | 1      |
| Bert Vleeshouwer        | Belgique    | ?                 | 26/09/1971        | 1993-1995            | 49 (0)            | 1    | 9      | 0      |
| David Vleeshouwer       | Belgique    | Gardien de but    | 4/08/1978         | 1997-2000            | 10 (0)            | 0    | 0      | 0      |
| Peter Vonckx            | Belgique    | ?                 | 31/10/1969        | 1995-1996            | 9 (0)             | 0    | 2      | 0      |

## W
| Joueur              | Nationalité | Position  | Date de naissance | Période(s) | Matches (dont D1) | Buts | Jaunes | Rouges |
| ------------------- | ----------- | --------- | ----------------- | ---------- | ----------------- | ---- | ------ | ------ |
| Micha Werdens       | Pays-Bas    | Attaquant | 11/06/1971        | 1996-1997  | 30 (0)            | 18   | 0      | 0      |
| Mickel Westyn       | Belgique    | ?         | 26/04/1968        | 1990-1991  | 0 (0)             | 0    | 0      | 0      |
| François Weyenbergh | Belgique    | ?         | 12/12/1955        | 1978-1981  | 0 (0)             | 0    | 0      | 0      |
| John Weyers         | Belgique    | ?         | ?                 | 1975-1977  | 0 (0)             | 0    | 0      | 0      |
| Robert Weyn         | Belgique    | Défenseur | 21/03/1940        | 1970-1972  | 0 (0)             | 0    | 0      | 0      |
| Willy Weyn          | Belgique    | ?         | 14/02/1948        | 1969-1970  | 0 (0)             | 0    | 0      | 0      |
| Roderick Wilcock    | Belgique    | ?         | 28/02/1956        | 1978-1979  | 0 (0)             | 0    | 0      | 0      |
| Wilfried Willems    | Belgique    | Défenseur | 16/12/1941        | 1970-1975  | 0 (0)             | 0    | 0      | 0      |
| Lucien Windey       | Belgique    | ?         | 30/08/1961        | 1978-1980  | 0 (0)             | 0    | 0      | 0      |
| Ivo Wouters         | Belgique    | ?         | 23/11/1957        | 1977-1983  | 0 (0)             | 0    | 0      | 0      |
| Johan Wymeersch     | Belgique    | ?         | ?                 | 1974-1977  | 0 (0)             | 0    | 0      | 0      |

## Y
| Joueur        | Nationalité | Position | Date de naissance | Période(s) | Matches (dont D1) | Buts | Jaunes | Rouges |
| ------------- | ----------- | -------- | ----------------- | ---------- | ----------------- | ---- | ------ | ------ |
| Davy Ysewijn  | Belgique    | ?        | 24/01/1981        | 1999-2000  | 0 (0)             | 0    | 0      | 0      |
| Ramazan Yuruk | Turquie     | ?        | 10/05/1979        | 1995-2000  | 71 (0)            | 3    | 7      | 0      |

## Z
| Joueur        | Nationalité | Position  | Date de naissance | Période(s) | Matches (dont D1) | Buts | Jaunes | Rouges |
| ------------- | ----------- | --------- | ----------------- | ---------- | ----------------- | ---- | ------ | ------ |
| Djamel Zidane | Belgique    | Attaquant | 28/04/1955        | 1978-1980  | 0 (0)             | 13   | 0      | 0      |
| Hendrik Zomer | Pays-Bas    | ?         | ?                 | 1972-1973  | 0 (0)             | 0    | 0      | 0      |

### Sources
- (nl) « Liste des joueurs du club », sur Belgian Soccer Database (Sint-Niklaasse SK)
- (nl) « Liste des joueurs du club », sur Belgian Soccer Database (Sint-Niklaasse SK Excelsior)